# Tim Abell
Timothy Shawn „Tim“ Abell (* 1. Juli 1958 in Manassas, Virginia) ist ein US-amerikanischer Schauspieler und Filmproduzent.

## Leben
Abell wuchs in Maryland und Virginia auf mit unmittelbarer Nähe zur Natur. In seiner Jugend ritt er und übte Kampfsport und Boxen aus. Mit 17 Jahren schloss er sich den United States Army Rangers an. Im Fort Benning besuchte er die AIT, Airborne School und die Ranger School und wurde anschließend dem 2. Ranger Battalion zugeteilt. Zum Abschluss seiner Militärlaufbahn diente er im 3. US-Infanterie „The Old Guard“, Caisson Platoon. Nach fünf Jahren bei den Rangers besuchte er das Arthur Murray Dance Studio, wo er erstmals mit dem Theater in Berührung kam. Er ist seit 2003 in zweiter Ehe mit Georgia Lambron, die einige Nebenrollen in Filme darstellte und auch in der Filmproduktion tätig war.
Abell debütierte Anfang der 1990er Jahre als Schauspieler. Erste größere Rollen folgten in Actionfilmen und Spielfilmen mit R-Rating speziell Erotikfilme wie 1995 in Fatal Passion, 1996 in Heißer Draht, Nightshade – Die Nacht der Sünde und Die Rache der Tara McCormick sowie 1997 in Sexual Roulette. Von 1997 bis 1999 war er in der Rolle des Benny Ray Riddle in 37 Episoden der Fernsehserie Die Schattenkrieger zu sehen. In den nächsten Jahren folgten Episodenrollen in verschiedenen US-amerikanischen Fernsehserien wie Seven Days – Das Tor zur Zeit, V.I.P. – Die Bodyguards, JAG – Im Auftrag der Ehre, Navy CIS oder CSI: Miami.
Ab den 2010er folgten kleinere und größere Rollen in Low-Budget-Filmen wie 2011 in Supershark, 2012 in Kollisionskurs – Blackout im Cockpit oder 2015 in Mega Shark vs. Kolossus. Sein schauspielerisches Schaffen umfasst mehr als 100 Film und Fernsehproduktionen. Seit der Jahrtausendwende ist er auch hinter der Kamera tätig und übernimmt dabei überwiegend Aufgaben des Produzenten.

## Filmografie (Auswahl)

### Schauspiel
- 1990: Elliot Fauman, Ph.D.
- 1990: On the Block
- 1993: Sunset Strip
- 1993: It's Showtime
- 1995: Attack of the 60 Foot Centerfold
- 1995: Fatal Passion
- 1996: Masseuse
- 1996: Heißer Draht (Over the Wire)
- 1996: Nightshade – Die Nacht der Sünde (Night Shade)
- 1996: Die Rache der Tara McCormick (Fugitive Rage)
- 1997: Illicit Dreams 2
- 1997: Executive Command – In einsamer Mission
- 1997: Sexual Roulette
- 1997: Steel Sharks – Überleben ist ihr Ziel (Steel Sharks)
- 1997: Rapid Assault – Entscheidung im Atlantik (Rapid Assault)
- 1997: Storm Trooper
- 1997: Hybrid
- 1997–1999: Die Schattenkrieger (Soldier of Fortune, Inc., Fernsehserie, 37 Episoden)
- 1998: Masseuse 3
- 1998: Black Widow Escort
- 1999: The Base
- 1999: Desert Thunder
- 1999: Active Stealth – Lautloser Tod (Active Stealth)
- 1999: D.R.E.A.M. Team (Fernsehfilm)
- 1999: Seven Days – Das Tor zur Zeit (Seven Days, Fernsehserie, Episode 2x04)
- 1999: V.I.P. – Die Bodyguards (V.I.P., Fernsehserie, Episode 2x06)
- 1999: The Escort III
- 2000: JAG – Im Auftrag der Ehre (Fernsehserie, Episode 5x14)
- 2000: Agent Red – Ein tödlicher Auftrag (Agent Red)
- 2001: Honor & Duty – The Substitute IV (The Substitute: Failure Is Not an Option)
- 2001: Mord ist ihr Hobby – Der letzte freie Mann (Murder, She Wrote: The Last Free Man, Fernsehfilm)
- 2001: Viva Las Nowhere
- 2001: Tödliche Tarnung (Instinct to Kil)
- 2001: Raptor
- 2002: Wir waren Helden (We Were Soldiers)
- 2003: Special Forces USA
- 2004: Line of Fire (Fernsehserie, Episode 1x06)
- 2004: The Curse of the Komodo
- 2004: Navy CIS (NCIS, Fernsehserie, Episode 1x18)
- 2004: CSI: Miami (Fernsehserie, Episode 3x04)
- 2004: Gargoyles – Flügel des Grauens (Gargoyle)
- 2005: Soldier of God
- 2005: The Marksman – Zielgenau (The Marksman)
- 2005: Miracle at Sage Creek
- 2006: CSI: NY (Fernsehserie, Episode 3x10)
- 2007: Devil Girl
- 2009: O2 (Kurzfilm)
- 2009: Angels and Fire (Kurzfilm)
- 2009: Dream State
- 2010: American Bandits: Frank and Jesse James
- 2010: Dispatch (Kurzfilm)
- 2011: Battle of Los Angeles
- 2011: InSight
- 2011: Cross
- 2011: Supershark (Super Shark)
- 2011: Burn (Kurzfilm)
- 2012: Invasion (Kurzfilm)
- 2012: Snow White (Snow White: A Deadly Summer)
- 2012: Kollisionskurs – Blackout im Cockpit (Collision Course)
- 2012: Hatfields and McCoys: Bad Blood
- 2012: Soldiers of Fortune
- 2013: Summoned (Fernsehfilm)
- 2013: Clubhouse
- 2013: Sons of Anarchy (Fernsehserie, Episode 6x11)
- 2013: These Things I Do That Others May Live (Kurzfilm)
- 2014: Crossroads
- 2014: Zulu Six
- 2014: Road to the Open
- 2014: Stranded
- 2014: A Kind of Love (Kurzfilm)
- 2014: Fatal Acquittal (Fernsehfilm)
- 2014: Mercenaries
- 2014: After Midnight
- 2014: Selected (Kurzfilm)
- 2014: The Mix Masters (Kurzfilm)
- 2015: Kidnapped: The Hannah Anderson Story (Fernsehfilm)
- 2015: Subconscious
- 2015: Eyewitness (Fernsehfilm)
- 2015: Mega Shark vs. Kolossus
- 2015: Rodeo & Juliet
- 2016: Sniper Special Ops
- 2016: The Happys
- 2016: Bruna in Beverly Hills (Fernsehserie, Episode 1x01)
- 2016: Criminal Minds (Fernsehserie, Episode 12x01)
- 2016: Dogpit (Kurzfilm)
- 2017: Cross Wars
- 2017: Inheritance
- 2017: Circus Kane
- 2017: Minimum Wage (Fernsehserie)
- 2017: Navy SEALS v Demons
- 2017: Whiteblood
- 2017: Trouble Creek (Fernsehserie, 4 Episoden)
- 2018: Witness Unprotected (Fernsehfilm)
- 2018: The Reckoning of Darkness (Kurzfilm)
- 2018: The RA-6600: DIG (Kurzfilm)
- 2018: Renaissance Afternoon (Kurzfilm)
- 2018: Dick Dickster
- 2018: Z Nation (Fernsehserie, Episode 5x07)
- 2018–2019: Vampire Line (Fernsehserie, 2 Episoden)
- 2019: Princess of the Row
- 2019: I Am That Man
- 2019: MBF: Man's Best Friend
- 2019: Cross 3
- 2020: Middleton Christmas
- 2021: Fathers and Sons (Kurzfilm)
- 2022: Un plan simple (Kurzfilm)
- 2022: Jhon Jatenjor's Interviews (Fernsehserie)
- 2022: Shooting Star

### Produktion
- 2005: Soldier of God
- 2005: Miracle at Sage Creek
- 2007: Dead Moon Rising
- 2009: Angels and Fire (Kurzfilm)
- 2011: Cross
- 2013: Clubhouse
- 2017: Cross Wars
- 2019: Vampire Line (Fernsehserie, Episode 2x01)
- 2021: Still Here (Dokumentation)